# Пејаковић
Пејаковић је презиме. Може се односити на следеће особе:
- Златко Пејаковић (1950), хрватски певач
- Јосип Пејаковић (1948), југословенски и босанскохерцеговачки глумац и писац
- Никола Пејаковић (1966), српски глумац и певач